# スーダン民主共和国

スーダン民主共和国
جمهورية السودان الديمُقراطية（アラビア語）
Democratic Republic of Sudan（英語）

国歌: نحن جند الله جند الوطن（アラビア語）
我ら、神と祖国の兵士

スーダン民主共和国（スーダンみんしゅきょうわこく、アラビア語: جمهورية السودان الديمُقراطية、英語: Democratic Republic of Sudan）は、1969年5月に陸軍のクーデターでモハメド・アン＝ヌメイリを議長とする革命評議会が全権を掌握したことによって成立した軍事政権、社会主義政権である。

## 解説
1985年、政府に対する不満が高くなり、ゼネラル・ストライキが発生した。デモ参加者は食料、ガソリン、交通費の高騰に不満を持っていた。ヌメイリはこの時アメリカ合衆国を訪問中だったが、急速に拡大した反政府デモを鎮圧することはできなかった。国防相のアブドッラフマーン・スワール・アッ＝ダハブが主導したクーデターによって、ヌメイリは権力の座を追放され、長期政権は終わりを迎えた。